# Syngrapha surena
Syngrapha surena är en fjärilsart som beskrevs av Augustus Radcliffe Grote 1882. Syngrapha surena ingår i släktet Syngrapha och familjen nattflyn. Inga underarter finns listade i Catalogue of Life.